# Avortement au Paraguay
L'avortement au Paraguay est actuellement illégal hormis en cas de risque vital pour la femme.

## Risques
Lorsque l'avortement est auto-induit, ou lorsque l'on aide un tiers à le pratiquer, la peine de prison peut s'élever à deux ans. Cependant, dans la plupart des cas, les sanctions appliquées ne sont pas de l'ordre de l'emprisonnement.
L'avortement thérapeutique est permis dans le pays lorsque la grossesse menace la femme ou peut s'aggraver considérablement et peut menacer la vie de la femme.

## Contexte
Le Paraguay est un des pays les plus conservateurs de l'Amérique du Sud, où la thématique de l'avortement relève d'un tabou dans la société, en partie en raison de la grande influence de la religion catholique dans le pays. Selon diverse enquêtes, la majorité de la population est contre l'avortement ; pourtant, la pratique de l'avortement clandestin est importante chez les jeunes femmes,. Diverses organisations manifestent en faveur de la dépénalisation de l'avortement, puisque beaucoup de femmes meurent des conséquences d'avortements effectués dans des conditions précaires.

## Statistiques
Au Paraguay, 23 morts de jeunes femmes sur 100 sont le résultat d'avortements clandestins. Ce taux de mortalité est un des plus grands de la région. En 2018, les avortements sont la principale cause de morts maternelles dans le pays. La plupart de ces avortements sont la conséquences de grossesses non planifiées chez les adolescentes, avec un des plus grands taux de la région (près 20 000 paraguayennes de moins de 20 ans par an), souvent conséquence de viol ou faute d'éducation appropriée, ainsi que de femmes en conditions socio-économiques défavorables.